# Барт, Иштван
Иштван Барт (венг. Bart István; 1 июля 1944, Будапешт — 27 июня 2019) — венгерский писатель, литературный переводчик, книгоиздатель. Его жена Клауди Кинга — лингвист.

## Биография
Он окончил среднюю школу имени святого Иштвана в Будапеште.
В 1968 году получил степень преподавателя венгерского и английского языка в Университете Этвеша Лоранда в Будапеште. До 1971 года он работал учителем венгерского и английского языка, а с 1971 года не имел постоянной работы. Помимо работы писателем и переводчиком, на протяжении всей своей карьеры он работал в книжных издательствах: с 1973 по 1984 год он был редактором журнала «Európa Könyvkiadó», с 1976 года — был редактором журнала «Valóság», а с 1984 по 2003 год — был директором издательства Corvina Könyvkiadó, с 2004 г. Он был директором CEU Press до 2011 г. Кроме того, он был генеральным секретарем Венгерского ПЕН-клуба в 1980-х годах, а с 1991 по 2008 год был президентом Ассоциации венгерских книгоиздателей и книгораспространителей.
На венгерский язык переводил многих английских,ирландских и американских писателей: Джека Лондона, Э.А. По, Лоуренса Ферлингетти, Мюриэла Спарка, Вальтера Скотта, Филипа Рота, Б.С. Джонсона, Генри Миллера, Фредерика Форсайта, Ричарда Хьюза, Бернарда Маламуда, Нормана Мейлера, Сэмюэля Беккета, Тревора Гриффита, Артура Кестлера, Шона О’Кейси, Брета Истона Эллиса, Кормака Маккарти, Джонатана Франзена и Дона Делилло.

## Основные работы переведенные на русский язык
- Незадачливая судьба кронпринца Рудольфа, перевод с венгерского: Т. Воронькиной, Москва «Радуга» 1988
- Русским о венграх. Культурологический словарь, перевод с венгерского: Татьяна Воронкина, Москва «Радуга» 2005

## Награды и премии
Премия Ласло Вессели (1984)
Крест Венгерского ордена «За заслуги» (2003 г.)